# Eleições para governadores na República Democrática do Congo em 2007
As Eleições para Governadores da República Democrática do Congo realizaram-se em 27 de Janeiro, com o segundo turno marcado para 30 de janeiro. O segundo turno realizar-se-ia caso algum dos governadores não tivesse sido eleito com mais de 50 % dos votos na primeira volta, o que não aconteceu em nenhuma das províncias.
Estas eleições estiveram inicialmente previstas para o dia 16 de Janeiro de 2007 com data do possível segundo turno para 19 de janeiro. Os Governadores e Vice-Governadores foram escolhidos através de eleições indiretas pelos membros das assembleias provinciais; o atraso foi resultante da dificuldade em escolher os chefes tradicionais para preencher os lugares a eles reservados nas assembleias provinciais.

## Resultados
| Aliança                               | Partido                                                 | Lugares | Províncias                                                                                |
| ------------------------------------- | ------------------------------------------------------- | ------- | ----------------------------------------------------------------------------------------- |
| Aliança da Maioria Presidencial (AMP) | Partido do Povo para a Reconstrução e Democracia (PPRD) | 7       | Bandundu, Cassai Ocidental, Catanga, Quinxassa, Maniema, Província Oriental, Quivu do Sul |
| Aliança da Maioria Presidencial (AMP) | Independentes                                           | 2       | Baixo Congo, Quivu do Norte                                                               |
| Aliança da Maioria Presidencial (AMP) | Forças para a Renovação (FR)                            | 1       | Cassai Oriental                                                                           |
| União da Nação (UN)                   | Movimento para a Libertação do Congo (MLC)              | 1       | Equador                                                                                   |
| Total                                 | Total                                                   | 11      | [ 3 ] [ 4 ]                                                                               |

Governadores eleitos
| Província          | Governador                   | Partido            |  |
| Bandundu           | Richard Ndambu Wolang        | PPRD (AMP)         |  |
| Baixo Congo        | Simon Mbaki Batshia          | Independente (AMP) |  |
| Equador            | José Makila Sumanda          | MLC (UN)           |  |
| Catanga            | Moïse Katumbi Chapwe         | PPRD (AMP)         |  |
| Quinxassa          | André Kimbuta Yango          | PPRD (AMP)         |  |
| Maniema            | Didier Manara Linga          | PPRD (AMP)         |  |
| Quivu do Norte     | Julien Paluku Kahongya       | RCD-K-ML (AMP)     |  |
| Província Oriental | Médard Autsai Asenga         | PPRD (AMP)         |  |
| Quivu do Sul       | Célestin Cibalonza Byaterana | PPRD (AMP)         |  |

## Protestos no Baixo Congo
Na província do Baixo Congo, o candidato independente pró-governo, Simon Mbatshi, venceu com quinze votos o candidato opositor, do Movimento para a Libertação do Congo (MLC), Fuka Unzola, que obteve 14 votos. Ativistas da oposição protestaram alegando compra de votos e gritando "O Congo não pode ser reconstruído na corrupção". Surge, então, uma onda de violência entre forças policiais leais a Joseph Kabila e o "Bundu dia Kongo" (grupo religioso secessionista), que provocou 134 mortos.
Os resultados foram anulados no dia 8 de Fevereiro de 2007 por uma corte de apelações, mas essa medida viria a ser anulada pelo Tribunal Constitucional no dia 17 de fevereiro de 2007.

## 15 de Fevereiro
Houve necessidade de repetir as eleições no Cassai Ocidental e no Cassai Oriental, devido a irregularidades registadas no primeiro turno, nomeadamente a dupla nacionalidade dos governadores eleitos.[carece de fontes?] Estas eleições foram inicialmente marcadas para 10 de Fevereiro de 2007.
Governadores Eleitos em 15 de Fevereiro
| Província        | Governador             | Partido            |  |
| ---------------- | ---------------------- | ------------------ |  |
| Kasai-Occidental | Trésor Kapuku Ngoy     | PPRD (AMP)         |  |
| Kasai-Oriental   | Alphonse Ngoyi Kasanji | Independente (AMP) |  |